# Ivan Kršiak
Ivan Kršiak (* 26. červen 1977, Banská Bystrica) je slovenský filmový režisér a hudebník.
Je absolventem Katedry dokumentární tvorby na Fakultě dramatických umění Akademie umění v Banské Bystrici pod pedagogickým vedením režisérky Olgy Sommerové. V letech 2002–2009 byl lídrem undergroundové hudební formace Orchestr nového primitivismu. Od roku 2005 spolupracuje s režisérem a kameramanem Ľubomírem Viludem. Za svou autorskou filmovou tvorbu získali řadu prestižních mezinárodních ocenění. Je spoluzakladatelem nezávislé filmové skupiny Pastýřský film. Od roku 2010 působí jako proděkan Fakulty dramatických umění Akademie umění v Banské Bystrici.

## Filmografie
- 2012 – Alfréd Hičkok a cesta do Iránu – režie
- 2012 – Hubertovci – střih
- 2011 – Muzikanti – střih, zvuk
- 2011 – Mysteria Academica – střih
- 2010 – Dolný Kubín – režie s Ľubomírem Viludem
- 2010 – Remeslo – režie s Ľ. Viludom
- 2009 – Pohľad za zrkadlo – zvuk
- 2009 – Lekárske omyly a víťazstvá – zvuk
- 2009 – Drevená História – režie s Ľ. Viludom
- 2008 – Evanjelium podľa Kuča – režie s Ľ. Viludom
- 2008 – Bača Jano Červeň – režie s Ľ. Viludom
- 2008 – Strasti sveta mužského – střih, zvuk
- 2008 – Recyklátor – střih, zvuk
- 2007 – Kde sme! – režie s Ľ. Viludom
- 2007 – História lyžovania – herec
- 2006 – Na hrane – režie s Ľ. Viludom
- 2006 – Kronika – herec
- 2006 – Na druhom brehu – režie s Ľ. Viludom
- 2005 – Ja a môj syn – režie

## Diskografie
- 2007 – Orchester nového primitivizmu – Nejaké topánky si tu niekto zabudol fuj
- 2006 – Orchester nového primitivizmu – Live in obývačka
- 2003 – Orchester nového primitivizmu – The best of 2003 – 2003
- 2002 – Orchester nového primitivizmu – Hiťi z našej riťi

## Poezie
- 2002 – Mokrý sen – básnická sbírka (vyd. Horúce hlavy)
- 1998 – Bozky teplých pionierov – básnická zbierka (vyd. Horúce hlavy)
- 1997 – Útek do tmy – básnická sbírka (vyd. Horúce hlavy)
- 1996 – Tichý smiech – básnická sbírka (vyd. Horúce hlavy)
- 1992 – Hľadám – básnická sbírka (vyd. Naše vojsko)